# Hilderik II.
Hilderik II. je bil od leta 662 kralj Avstrazije in od leta 673 do svoje smrti kralj Nevstrije in Burgunije. V zadnjih dveh letih življenja je bil kralj vseh Frankov, * okoli 653, † 675.

## Življenje
Hilderik je bil drugi sin kralja Klodvika II. in svete Batilde in vnuk kralja Dagoberta in kraljice Nantilde.   Njegov starejši brat je bil kralj Klotar III.,  ki je kot izključni kralj Frankov vladal nekaj časa leta 661 in je že naslednje leto Avstrazijo prepustil Hilderiku, ki je bil še otrok.
Po Klotarjevi smrti leta 673 je kraljestvo nasledil njegov najmlajši brat Teoderik III., frakcija vplivnih burgundskih plemičev na čelu s svetim Leodegarjem in Adalrikom pa je povabila Hilderika, naj postane kralj Nevstrije in Burgundije.  Hilderik je kmalu zatem napadel brata, ga odstavil in postal izključni kralj Frankov. Avstrazijskemu majordomu Vulfoaldu je prepustil tudi Nevstrijo in Burgundijo. Nevstrijskega majordoma Ebroina in njegove pristaše, ki na visokih državnih položajev niso želeli imeti tujcev, je odstavil. Marca 675 je dal Alzacijo v fevd Adalriku in mu podelil naslov dux (guverner). Podelitev je bila najverjetneje rezultat Adalrikove stalne podpore Hilderiku v Burgundiji, ki se je z Avstrazijo pogosto  prerekala zaradi lastništva nad Alzacijo.
Mogotci iz Nevstrije so izkoristili Hilderikovo nezakonito telesno kaznovanje plemiča Bodila in se mu maščevali. Bodilo je s prijteljema Amalbertom in Ingobertom Hilderika, njegovo ženo Bilihildo in petletnega sina Dagoberta na lovu v gozdu Livry (sedaj Lognes) umoril. Pokopali so jih v Saint-Germain-des-Prés pri Parizu. Njihove grobove so odkrili leta 1645. Vsebino grobov so pokradli.

## Družina
Hilderikova žena Bilihilda je bila njegova sestrična. Z njo je imel razen že omenjenega umorjenega sina  Dagoberta tudi bodočega kralja Hilperika II..